# 固贤乡 (兴县)
固贤乡，是中华人民共和国山西省吕梁市兴县下辖的一个乡镇级行政单位。

## 行政区划
固贤乡下辖以下地区：
固贤村、吴城村、进德村、杨家圪台村、永顺村、郑家岔村、炕火沟村、王家沟村、尧儿上村、阎家沟村、甄家庄村、贾家沟村、弓家沟村、曲亭村、井子村、田家会村和福胜村。